# 科姆 (马耶讷省)
科姆（法語：Cosmes，法語發音：[kom]）是法国马耶讷省的一个市镇，属于贡捷堡区。

## 地理
科姆（47°55'12"N, 0°52'52"W）面积13.68 平方千米，位于法国卢瓦尔河地区大区马耶讷省，该省份为法国西北部内陆省份，北起芒什省和奧恩省，西接伊勒-维莱讷省，南至曼恩-卢瓦尔省，东临萨尔特省。
与科姆接壤的市镇（或旧市镇、城区）包括：科塞勒维维安、阿斯蒂耶、克莱讷圣戈、珀通、桑普莱、拉沙佩勒克拉奈斯。

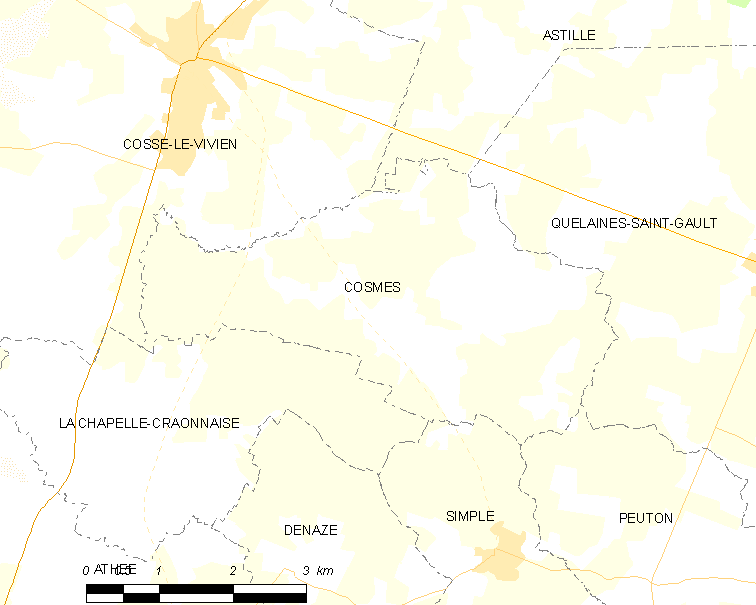
的OSM定位图

科姆的时区为UTC+01:00、UTC+02:00（夏令时）。

## 行政
科姆的邮政编码为53230，INSEE市镇编码为53075。

## 政治
科姆所属的省级选区为科塞勒维维安县。

## 人口

1962-2008年间人口变化图示

科姆于2022年1月1日时的人口数量为298人。